# Маркова, Екатерина Георгиевна
Екатерина Георгиевна Маркова (род. 18 ноября 1946, Иркутск) — советская и российская актриса, сценарист, писатель.

## Биография
Родилась 18 ноября 1946 года в семье известных советских писателей Георгия Мокеевича Маркова («Строговы», «Соль земли», «Сибирь») и Агнии Александровны Кузнецовой («Земной поклон», «Моя мадонна»).
В 1954 году (1956) семья переезжает в Москву.
В девятом классе Екатерина перешла в школу рабочей молодёжи, потому что поступила в студию при Театре Станиславского. В 1969 году окончила Московское театральное училище имени Б. В. Щукина. Актриса кино.
Работала в театре «Современник». В это же время окончила Литературный институт. Актриса Московского театра «Ангажемент».
Член КПСС с 1980 года. Член Союза писателей СССР с 1981 года.

## Семья
Муж — Тараторкин Георгий Георгиевич (1945—2017), советский и российский актёр театра и кино, народный артист РСФСР. Похоронен на Троекуровском кладбище Москвы.
- Сын — Филипп Георгиевич Тараторкин (род. 1974),  кандидат исторических наук, доцент кафедры истории России средневековья и нового времени Историко-архивного института Российского государственного гуманитарного университета (РГГУ), директор Научно-образовательного центра «Гуманитарный архив РГГУ», заместитель главного редактора журнала «Исторический вестник». Профессионально владеет английским языком. Стажировки: в 1989—1991 — Shrewsbury High School, Великобритания; в 1993 — Оклахомский университет, США; в 1997 — Британская национальная библиотека (The British Library), Лондон; в 1998—1999 — Caius College, Великобритания.[1]
  - Внук — Фёдор Филиппович Тараторкин
  - Внук — Михаил Филиппович Тараторкин
- Дочь — Анна Георгиевна Тараторкина (род. 1982), актриса. В 2004 году окончила Высшее театральное училище им. Щепкина (руководитель курса В.И. Коршунов). С 2004 года — актриса Российского академического молодёжного театра. Участвует в спектаклях Театра имени Моссовета.
  - Внук — Никита Александрович Ратников (род. 2010)

## Творчество
Актриса кино. Визитной карточкой актрисы является роль Гали Четвертак в культовом советском двухсерийном художественном фильме «А зори здесь тихие» по повести Бориса Васильева. Автор повестей: «Чужой звонок», «Отречение», «Тайная вечеря», «Голубые тюльпаны», «Мяч».

### Фильмография
- 1972 — А зори здесь тихие — Галя Четвертак
- 1973 — Дела сердечные — Наташа, фельдшер скорой помощи
- 1976 — Вечно живые (фильм-спектакль) — Танечка
- 1977 — Андрей Колобов (фильм-спектакль) — Белкина
- 1980 — Желаю успеха — Лида
- 1984 — Третий в пятом ряду — Маша, медсестра в больнице
- 1986 — Ваша дочь Александра (фильм-спектакль) — Лариса Сергеевна
- 2004 — Sapiens (короткометражный)
- 2004 — Сёстры
- 2005 — Семья — журналист

### Сценарии
- 1984 — Третий в пятом ряду — по одноимённой повести Анатолия Алексина
- 1985 — Чужой звонок — по своей одноимённой повести
- 1985 — Непохожая — по повести Людмилы Сабининой «Родео Лиды Карякиной»
- 1987 — Чехарда — по мотивам повести Анатолия Алексина «Позавчера и послезавтра»
- 2004 — Нежное чудовище — по своей повести «Актриса»

## Призы и награды
- 1979 — лауреат премии журнала «Юность» — вторая премия за дебютную повесть «Чужой звонок»
- 1980 — лауреат премий: СП СССР и ЦК ВЛКСМ им. Н. Островского
- 1984 — лауреат премии имени Б. Полевого
- 1985 — Премия за лучший сценарий на Международном телефестивале в Праге — за сценарий фильма «Чужой звонок» на основе одноимённой повести